# Vir clarissimus
Clarissimus vir (afkorting: CC.VV. of CL. Vir.) ("Alleruitstekendste mannen") was een titel die gegeven werd aan de stand van de Romeinse senatoren. Tijdens de Renaissance raakte de titel weer in zwang als eretitel voor vooraanstaande mannen.